# Adonisea lora
Adonisea lora är en fjärilsart som beskrevs av John Kern Strecker 1898. Adonisea lora ingår i släktet Adonisea och familjen nattflyn. Inga underarter finns listade i Catalogue of Life.